# T790M
T790M یا Thr790Met یک جهش کنترل‌کننده (نگهبان) برای گیرنده فاکتور رشد اپیدرمال است. طی این جهش، یک متیونین در جایگاه ۷۹۰ اگزون ۲۰، جایگزینِ ترئونین می‌شود و در نتیجه، جایگاه اتصالی گیرندهٔ فاکتور رشد اپیدرمال به آدنوزین تری‌فسفات، دستخوش تغییر می‌گردد. ترئونین یک اسید آمینه قطبی کوچک است؛ حال آنکه متیونین بزرگ و غیر قطبی است. این جهش در نهایت سبب می‌شود که میل اتصالیِ گیرندهٔ فاکتور رشد اپیدرمال به آدنوزین تری‌فسفات افزایش یابد و سایر مواد یا داروهای مهارکننده این گیرنده، دیگر نمی‌توانند به آن اتصال یابند. فقط بازدارنده‌های کووالانسی مثل نراتینیب قادر هستند تا بر این مقاومت غلبه کنند.

## اهمیت بالینی
بیش از ۵۰٪ از مقاومت‌های اکتسابی به بازدارنده تیروزین-کیناز گیرندهٔ فاکتور رشد اپیدرمال در اثر جهش T790M (جایگزینی ترئونین قطبی با متیونین غیر قطبی و تغییر در جایگاه اتصالی ATP) ایجاد می‌شود.
در نوامبر ۲۰۱۵ سازمان غذا و داروی آمریکا، داروی اوسیمرتینیب را برای درمان «سرطان ریه از نوع سلول غیر کوچک» (NSCLC) با متاستاز موضعی یا دوردست به که دچار جهش ژنتیکی T790M باشند، تأیید کرد. این جهش معمولاً اکتسابی است و در اثر مصرف سایر انواع بازدارنده‌های تیروزین-کیناز ایجاد می‌شود.